# Bekir Akgül
Bekir Akgül (* 21. Juli 1973) ist ein ehemaliger türkischer Eishockeyspieler, der zuletzt bis 2013 beim Büyükşehir Belediyesi Ankara SK in der Türkischen Superliga unter Vertrag stand.

## Karriere
Bekir Akgül begann seine Karriere als Eishockeyspieler beim Emniyet SK, für den er 1993 in der Türkischen Superliga debütierte. Nach einem Jahr beim Bogazici PSK Istanbul spielte er von 2000 bis 2004 für die Mannschaft der türkischen Polizei-Akademie in Ankara, mit der er 2001 und 2004 türkischer Landesmeister wurde. Von 2011 bis 2013 ließ er seine Karriere beim Büyükşehir Belediyesi Ankara SK ausklingen.

### International
Mit der türkischen Nationalmannschaft spielte Akgül zunächst bei den D-Weltmeisterschaften 1998, 1999 und 2000. Nach der Umstellung auf das heutige Divisionssystem stand er für das Team vom Bosporus bei der Weltmeisterschaft der Division II 2002 sowie den Wettkämpfen der Division III 2003 und 2012 auf dem Eis.

## Erfolge und Auszeichnungen
- 2001 Türkischer Meister mit Polis Akademisi ve Koleji
- 2004 Türkischer Meister mit Polis Akademisi ve Koleji
- 2012 Aufstieg in die Division II, Gruppe B, bei der Weltmeisterschaft der Division III